# Cornelis Felix van Maanen
Cornelis Felix van Maanen (født 9. september 1769 i Haag, død 14. Februar 1846 sammesteds) var en hollandsk statsmand.
Han studerede jura i Leiden, blev advokat i sin hjemby og senere generalprokurator. Kong Louis Bonaparte udnævnte ham i 1806 til justitsminister. Napoleon Bonaparte udnævnte ham i 1810 statsråd og præsident for appelretten i Haag. Med smidighed i enhver situation blev han i 1814 udnævnt af kong Vilhelm 1. til præsident for Notabilitetsforsamlingen  og i 1815 til justitsminister i det nye  Forenede kongerige Nederlandene. Han gjorde en stor indsats ved lovgivningen. På grund af sin modstand mod liberale reformer og især i Belgien på grund af hans strenge politiske processer og hans bestræbelser for at indføre det hollandske sprog blev han forhadt. Da han rådede kongen til at afvise enhver indrømmelse til belgierne, førte det til den belgiske revolution. Først efter Vilhelm 1.s afgang i 1842 blev han afskediget. Han døde den 14. februar 1849.